# Citroën C4
Citroën C4 é um hatchback produzido pela Citroën. Em junho de 2020, o C4 de terceira geração foi lançado sob a forma de SUV cupê, abandonando o tradicional estilo de carroçaria hatchback/saloon do segmento C.

## Histórico
O C4 ganhou o título "Carro Mundial do ano em Design 2006", concedido pelo grupo norte-americano Midway, durante o Salão Internacional do Automóvel de Nova York. Esta distinção é oferecida ao veículo que combina qualidades de estética e inovação respeitando as limitações industriais de produção. Nessa classificação, onde o júri de jornalistas especializados de todo o mundo tinha que escolher o melhor entre 27 veículos apresentados, o Citroën C4 superou a BMW Série 3 e a versão europeia do Honda Civic/Civic Híbrido. Este prêmio é uma recompensa ao trabalho desenvolvido pela marca ao longo dos últimos anos em termos de design. As duas versões do C4 "Coupé e Hatch" foram submetidas aos jurados. Com um design forte para duas propostas estéticas diferentes, o Citroën C4 propõe dois veículos muito distintos para uma plataforma similar. O troféu de carro mundial do ano em Design 2006, agora conquistado, soma-se a numerosas distinções já conquistadas pelo Citroën C4 ao redor do mundo.
O C4 reflete a filosofia da Citroën ao propor produtos de design inovador. A marca demonstra mais uma vez sua capacidade de criar modelos de estética diferenciada sobre uma mesma plataforma, com propostas tecnológicas e de segurança do mesmo nível. A flexibilidade da plataforma do C4 permite acolher um novo veículo 3-volumes de entre-eixos alongado como o C-Triomphe, lançado em fevereiro de 2006 na China.
Em 2007, o Citroën Xsara foi substituido pelo C4 no Campeonato Mundial de Rali.
No Brasil o C4 era oferecido apenas na versão VTR+, nível de acabamento mais alto antes do VTS, na versão cupê.
No Salão Internacional do Automóvel de São Paulo de 2008, foi apresentado no Brasil, o C4 quatro portas, que foi lançado em março de 2009.
Recentemente, a gama C4 foi enriquecida com a introdução do monovolume C4 Picasso. De início, a Citroën introduziu o Picasso de 7 lugares e neste momento já se encontra disponível a versão de apenas 5 lugares. Esta difere da primeira essencialmente no portão traseiro que foi redesenhado. Essas mudanças reflectiram-se da seguinte forma: ópticas, vidro traseiro e o spoiler são diferentes do modelo de 7 lugares. No Brasil, é iniciada em setembro de 2007, a venda do C4 Pallas, a versão sedã produzida na Argentina, que é igual ao chinês Citroën C-Triomphe.

## Tecnologia
Muito do sucesso do C4 deve-se ao elevado número de recursos tecnológicos utilizados. Por exemplo, o sistema AFIL (alerta de transposição involuntária de linha) que emite um sinal ao condutor quando este por distracção muda involuntariamente de faixa, geralmente só está disponível em automóveis de segmentos superiores. O C4 conta ainda com ESP (Electronic Stability Program) e um volante de cubo fixo que permite ao condutor aceder às várias funções do carro sem retirar as mãos do volante. Graças a este pormenor, o enchimento do saco do airbag pode ser optimizado em função do condutor. Um visor translúcido montado ao centro permite uma excelente visualização sob quaisquer condições de iluminação. Infelizmente a tão apreciada suspensão hidropneumática apenas está disponível para as versões Picasso. Em termos de estrutura e mecânica o C4 é muito similar ao Peugeot 307. É interessante olhar para este modelo e pensar que as bases foram lançadas em 1991, com o lançamento do modelo ZX, sem esquecer o seu antecessor, o Citroën Xsara.

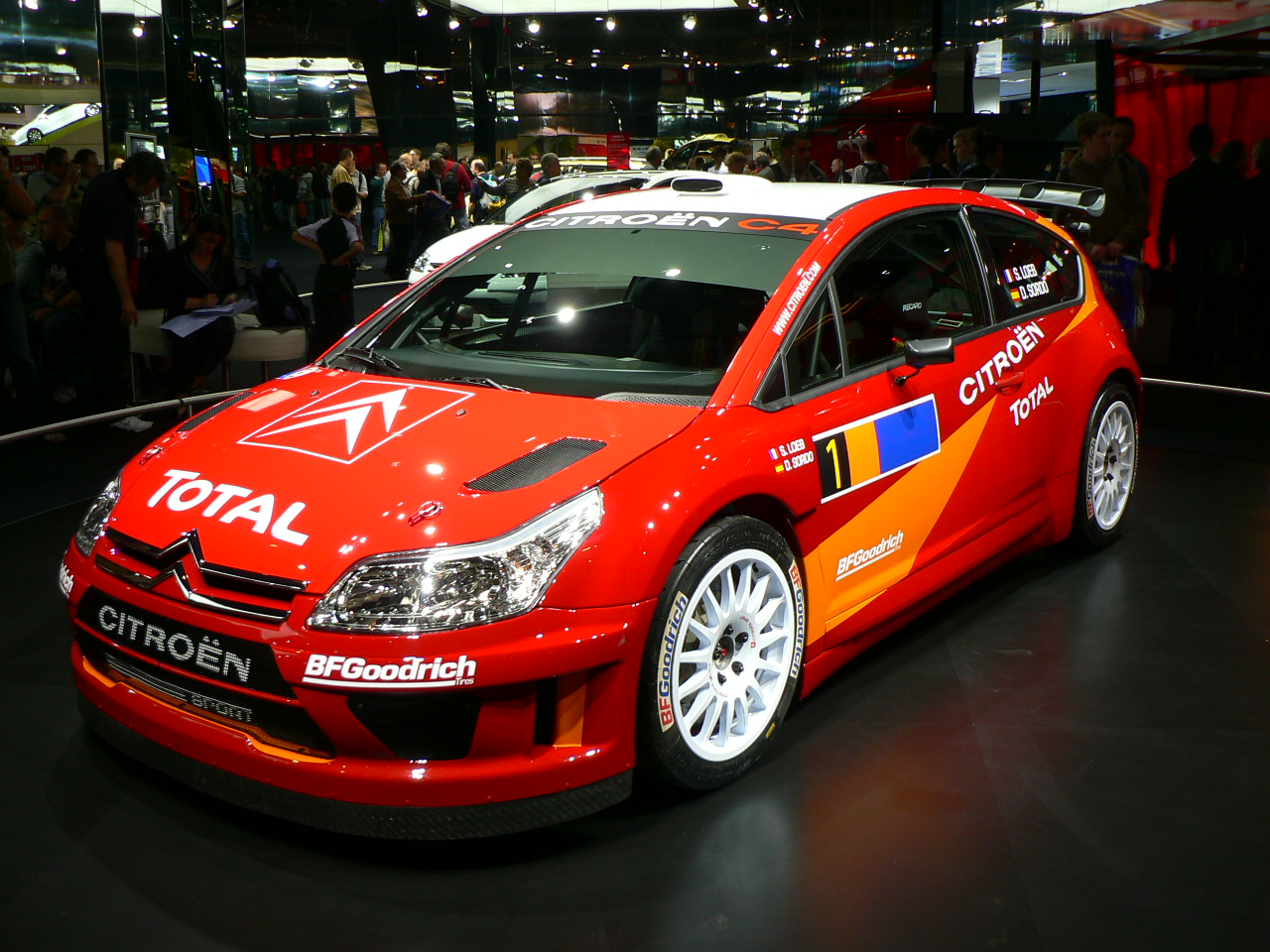
Citroën C4 WRC hatchback

## Citroën C4 WRC
Este automóvel tinha a complicada tarefa de substituir o Citroën Xsara WRC, um automóvel que venceu várias vezes o Campeonato Mundial de Rali. Os testes começaram em 2004 pela mão do bicampeão do Mundo Carlos Sainz e estava previsto entrar pela primeira vez em competição no final de 2005. Antes da data prevista para a estreia a Citroën abandona o projecto, ficando este provisoriamente parado.
A estreia em competição do C4 WRC ficou então marcada para o Rali de Monte Carlo em 2007. O então tricampeão do mundo, Sébastien Loeb, venceu o rali à frente do seu colega de equipa Dani Sordo, ambos ao volante do estreante C4 WRC.

## Principais equipamentos do C4
- Computador de bordo
- Sistema HI-FI
- Sistema de climatização
- Sistema mãos-livres
- Limitador de velocidade
- Ajuda ao estacionamento
- Ligação automática das luzes de emergência
- Airbags de cortina
- Alerta de cintos de segurança
- Sistema de retenção do cinto de segurança
- Limpa pára-brisas automático
- Limpa-vidros traseiro automático
- Vidros laterais folheados
- Sistema eléctrico de segurança
- Comando "PLIP" de Alta-frequência
- Vidros eléctricos de comando sequencial
- Faróis auto-direccionais Bi-xenon
- Filtro de partículas (FAP) (motores a diesel)
- Alerta de transposição involuntária de linha indicadora de via (AFIL)
- ABS
- ESP
- Sistema "Bluetooth"
- Sistema de detecção de pneu vazio
- Espelho retrovisor autoajustável

## C4 Entreprise
A transformação do ligeiro de passageiros C4 em comercial, resulta num veículo apto para variadas tarefas de trabalho, mas com um look diferente. O C4 Enterprise reúne as características técnicas, de segurança e de conforto da versão de passageiros, com um admirável espaço para transporte de mercadorias.

## Segunda geração
Em 2010, a Citroën apresentou a nova geração do seu premiado modelo C4. Para além da nova versão ser mais comprida e larga que a anterior, a grande novidade sente-se a bordo. A extraordinária luminosidade que o interior oferece, proporcionada pelo para-brisas de grandes dimensões, dá a todos uma sensação de bem-estar.
Outra grande novidade incontornável da segunda geração do C4 é que, ao contrário da primeira geração, o novo C4 não vai estar disponível na versão cupê. Para suprimir esta lacuna, a Citroën anunciou que se preparava para apresentar uma versão mais desportiva – que vai ao encontro da nova estratégia da marca – denominada de DS4.